# Harold Goodwin (1902-1987)
Pour les articles homonymes, voir Harold Goodwin et Goodwin.
Harold Goodwin est un acteur américain, né le 1er décembre 1902 à Peoria, dans l'Illinois, et mort le 12 juillet 1987 à Woodland Hills (États-Unis).

## Biographie
Harold Goodwin commence sa carrière d'acteur dès l'âge de 12 ans. Il tient son premier grand rôle dans le film Oliver Twist, Jr. en 1921, et apparait dans plusieurs comédies auprès de Buster Keaton. À la fin de sa carrière il joue en particulier dans des western, et est employé en tant que cascadeur, puis obtient de petits rôles dans des films à petit budget.

## Filmographie

### comme acteur

#### Années 1910
- 1915 : Mike's Elopement
- 1915 : The Little Orphans de John Gorman : Donald
- 1915 : As in the Days of Old de Francis Powers (en)
- 1915 : The Ever Living Isles de Francis Powers (en)
- 1915 : Old Heidelberg (en) de John Emerson
- 1916 : Little Miss Nobody de John Gorman
- 1917 : L'Attrait du cirque (The Sawdust Ring) de Charles Miller et Paul Powell : Peter Weldon
- 1917 : Le Droit d'asile (en) (The Silent Man) de William S. Hart : David Bryce
- 1918 : A Society Sensation : Timmy
- 1918 : The Yellow Dog
- 1918 : Set Free : Ronald Blair
- 1919 : The Winning Girl : Jack Milligan
- 1919 : Puppy Love : James Gordon Oliver
- 1919 : La Fille des monts (The Heart o'the Hills), de Sidney Franklin : Le jeune Jason Honeycutt

#### Années 1920
- 1920 : Rêve et Réalité (Suds) de John Francis Dillon : Benjamin Pillsbury Jones
- 1920 : L'Honneur de la famille (The Family Honor), de King Vidor

- 1920 : Overland Red : Collie

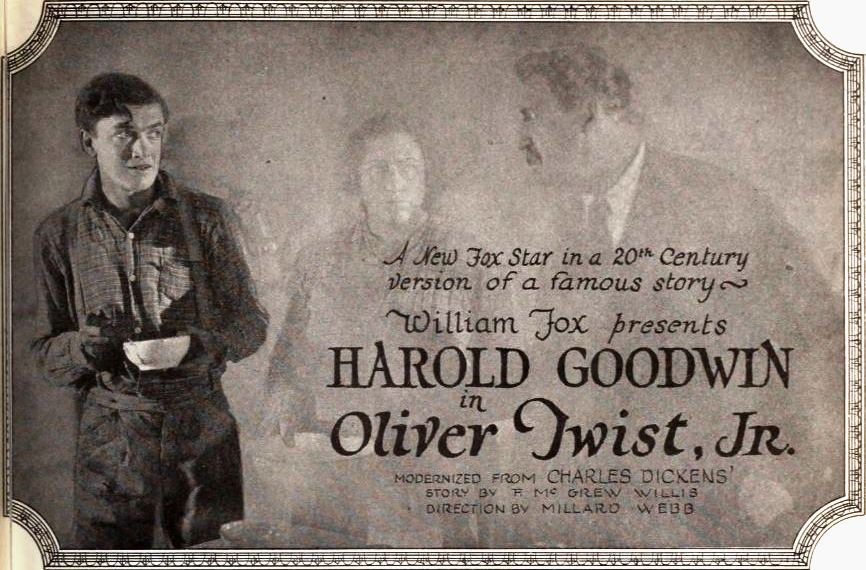
Dans Oliver Twist, Jr. (1921)

- 1920 : You Never Can Tell de Chester M. Franklin : Jimmy Flannery
- 1920 : Sweet Lavender : Clem Hale
- 1921 : Oliver Twist, Jr. : Oliver Twist Jr.
- 1921 : Hearts of Youth : Ishmael Worth
- 1921 : Janette et son Prince  (Lovetime) de Howard M. Mitchell : Pierre Lavone
- 1922 : The Rosary : Skeeters Martin
- 1922 : Tracked to Earth : Dick Jones
- 1922 : Trickery
- 1922 : Man to Man : Slim Barbee
- 1922 : The Bearcat : Peter May
- 1922 : Seeing's Believing : Hack Webster
- 1922 : Kissed : Jim Kernochan
- 1922 : The Bootlegger's Daughter : Violinist
- 1922 : The Flirt : Jimmy Madison
- 1923 : Héros sans le savoir (Kindled Courage) de William Worthington : Hugh Paxton

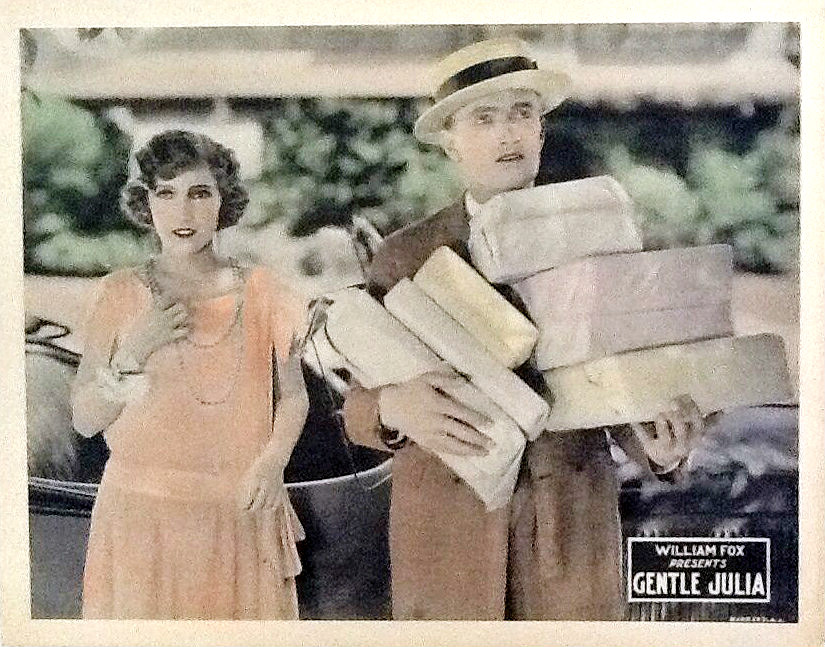
Dans Gentle Julia (1923)

- 1923 : Alice Adams : Walter Adorns
- 1923 : Burning Words : Ross Darby
- 1923 : Broadway Gold : Page Poole
- 1923 : L'Outsider (The Ramblin' Kid) de Edward Sedgwick : Skinny Rawlins
- 1923 : The Wanters : Chauffeur
- 1923 : La Petite Dame (Gentle Julia) de Rowland V. Lee : Noble Dill
- 1924 : Arizona Express : David Keith
- 1924 : Hit and Run : Tex Adams
- 1924 : That French Lady : Charlie Abbey
- 1924 : Madonna of the Streets d'Edwin Carewe : Walter Bowman
- 1924 : Amour, Amour ! (In Love with Love), de Rowland V. Lee : Robert Metcalf
- 1925 : Tom le vengeur (Riders of the Purple Sage) de Lynn Reynolds : Bern Venters
- 1925 : The Talker : Lonnie Whinston
- 1925 : Les Cadets de la mer (The Midshipman) de Christy Cabanne : Tex
- 1926 : A Bankrupt Honeymoon (en) de Lewis Seiler : Harold Pembroke
- 1926 : Officer of the Day
- 1926 : Secret Orders de Chester Withey : Eddie Delano
- 1926 : The Flaming Frontier : Lawrence Stanwood
- 1926 : The Honeymoon Express : Lance
- 1926 : Shoes
- 1926 : The Better 'Ole : Bert Chester (British Secret Service agent)
- 1926 : Marry Month of May
- 1927 : Tarzan and the Golden Lion : Jack Bradley
- 1927 : When a Dog Loves : James Alston
- 1927 : Snowbound : Joe Baird
- 1927 : Sportif par amour (College), de Buster Keaton et James W. Horne : Jeff Brown, un rival
- 1928 : The Cheer Leader : Richard Crosby
- 1928 : Her Summer Hero : Herb Darrow
- 1928 : L'Opérateur (The Cameraman), d'Edward Sedgwick et Buster Keaton : Harold Stagg
- 1928 : Hot or Cold
- 1929 : La Divine Lady (The Divine Lady), de Frank Lloyd
- 1929 : Honeymooniacs
- 1929 : Les Mousquetaires de l'air (Flight) de Frank Capra : Steve Roberts
- 1929 : Hunting the Hunter
- 1929 : Don't Get Excited

#### Années 1930
- 1930 : Hot -- And How!
- 1930 : Trouble for Two
- 1930 : À l'Ouest, rien de nouveau (All Quiet on the Western Front), de Lewis Milestone
- 1930 : The Widow from Chicago : James 'Jimmy' Henderson
- 1931 : The Big Irons : Mr. Goodwin
- 1931 : Parents Wanted
- 1931 : Le Dirigeable (Dirigible) de Frank Capra : Hansen
- 1931 : The Lawyer's Secret de Louis Gasnier de Max Marcin : Madame X
- 1931 : Pleasure (en)
- 1931 : Graft de Christy Cabanne : Speed Hansen
- 1931 : Bad Company : Conway, Gangster
- 1932 : Only Men Wanted
- 1932 : Symphony of Six Million : Intern at Hospital
- 1932 : Sky Bride de Stephen Roberts : Wild Bill Adams
- 1932 : The Hollywood Handicap
- 1932 : Silence... on tourne! (Movie Crazy) : Miller
- 1932 : Hat Check Girl : Wlater Marsh
- 1933 : Hallelujah I'm a Bum : June's friend in flashback
- 1933 : Mystérieux Week-end (Broadway Bad) de Sidney Lanfield : A Reporter
- 1933 : Strawberry Roan : Bart Hawkins
- 1933 : La Déchéance de miss Drake (The Story of Temple Drake)
- 1933 : Lone Cowboy : Hotel clerk
- 1934 : Smoking Guns : Hank Stone
- 1934 : She Was a Lady : Yank
- 1934 : Wagon Wheels (en) de Charles Barton : Nancy's brother
- 1935 : Romance in Manhattan, de Stephen Roberts : Le Docteur au commissariat
- 1935 : Les Rivaux de la pompe (One Run Elmer), de Charles Lamont
- 1935 : Western Frontier : (replaced by Beaumon)
- 1935 : Les Croisades (The Crusades), de Cecil B. DeMille : Soldat blessé
- 1935 : Condemned to Live (en) de Frank R. Strayer : Villager
- 1936 : Three on a Limb : Homer the Cop
- 1936 : The Dark Hour : Peter Blake
- 1936 : Chef d'orchestre malgré lui (Grand Slam Opera), de Charles Lamont et Buster Keaton
- 1936 : The Robin Hood of El Dorado : Slocum
- 1936 : Counterfeit (en) : Busch
- 1936 : Theodora Goes Wild : Photographe à la réception du gouverneur
- 1937 : Candidat à la prison (Jail Bait), de Charles Lamont (court métrage)
- 1937 : Outcast : Townsman
- 1937 : Dito (Ditto), de Charles Lamont (court métrage) : Hank
- 1937 : A Fight to the Finish : Henry
- 1937 : It Happened in Hollywood : Buck
- 1937 : Breakfast for Two : Joe, Blair's Chauffeur
- 1937 : She Married an Artist : Reporter
- 1938 : City Girl (en) : Chaney's Aide
- 1938 : Happy Landing : Newspaper Reporter
- 1938 : Start Cheering, d'Albert S. Rogell : Assistant du directeur
- 1938 : Island in the Sky : Swede
- 1938 : La Folle Parade (Alexander's Ragtime Band), de Henry King : Policier militaire
- 1938 : Speed to Burn (en) d'Otto Brower : Mug
- 1938 : Adieu pour toujours (Always Goodbye), de Sidney Lanfield : Chauffeur
- 1938 : Sky Giant : Thompson's partner
- 1938 : Keep Smiling : Chauffeur de taxi
- 1938 : My Lucky Star : Cameraman
- 1938 : La Vie en rose (Just Around the Corner), d'Irving Cummings : Reporter
- 1938 : Sharpshooters : Steward
- 1938 : The Ware Case
- 1939 : Le Brigand bien-aimé (Jesse James), de Henry King : Bill
- 1939 : Mr. Moto's Last Warning : Nightclub Bouncer and Seaman
- 1939 : Mr. Moto in Danger Island : Ship Dispatch Officer
- 1939 : Union Pacific : E.E. Calvin (telegrapher)
- 1939 : Boy Friend de James Tinling : Matchie Riggs
- 1939 : Vers sa destinée (Young Mr. Lincoln), de John Ford : Jeremiah Carter
- 1939 : The Jones Family in Hollywood
- 1939 : Susannah (Susannah of the Mounties), de William A. Seiter et Walter Lang : Orderly
- 1939 : Second Fiddle : Photographer
- 1939 : News Is Made at Night : Simms
- 1939 : One Against the World
- 1939 : Charlie Chan at Treasure Island : Airplane Steward
- 1939 : Le Père prodigue (Here I Am a Stranger) de Roy Del Ruth : Chauffeur
- 1939 : Hollywood Cavalcade d'Irving Cummings : Prop Boy
- 1939 : Pack Up Your Troubles : American Aviator
- 1939 : Too Busy to Work (en) : Raymond
- 1939 : The Cisco Kid and the Lady (en)

#### Années 1940
- 1940 : City of Chance : Dealer
- 1940 : The Blue Bird : Hickory Tree
- 1940 : High School, de George Nichols Jr. : Gangster
- 1940 : Charlie Chan in Panama : Military Police Corporal
- 1940 : Viva Cisco Kid : Hank Gunther
- 1940 : Free, Blonde and 21 : Bit Role
- 1940 : Shooting High (en) d'Alfred E. Green : Third Crook
- 1940 : Charlie Chan at the Wax Museum : Edwards
- 1940 : Ragtime Cowboy Joe : Rustler Duncan
- 1940 : The Texas Rangers Ride Again : Ranger Comstock
- 1940 : Michael Shayne, Private Detective d'Eugene Forde : Reporter
- 1941 : Deux nigauds soldats (Buck Privates) : Sergeant leading recruits through train station
- 1941 : Sleepers West d'Eugene Forde : Passenger
- 1941 : The Cowboy and the Blonde (en) de Ray McCarey : Cameraman
- 1941 : Accent on Love : Policeman
- 1941 : Forced Landing (en) de Gordon Wiles : Petchnikoff
- 1941 : Tanks a Million : Lt. Caldwell
- 1941 : L'amour vient en dansant (You'll Never Get Rich), de Sidney Lanfield : Capitaine Williams
- 1941 : Quel pétard ! (Great Guns), de Monty Banks : Capitaine de l'Armée
- 1941 : Cinquième bureau (International Lady) : Decoder on Piano
- 1942 : Hay Foot : Lieutenant Caldwell
- 1942 : Brooklyn Orchid : Taxi Dispatcher
- 1942 : About Face : Captain Caldwell
- 1943 : He Hired the Boss : Hank
- 1945 : She Gets Her Man : Winning Companion
- 1945 : Les Amours de Salomé (Salome Where She Danced), de Charles Lamont : Shériff de San Francisco
- 1945 : That Night with You : Robertson
- 1945 : La Taverne du cheval rouge (Frontier Gal), de Charles Lamont : Bailiff
- 1946 : The Runaround : Lund
- 1946 : Lover Come Back : Reporter
- 1946 : Don't Gamble with Strangers : John Sanders
- 1947 : La Belle Esclave (Slave Girl), de Charles Lamont
- 1947 : Et tournent les chevaux de bois (Ride the Pink Horse) de Robert Montgomery : Red
- 1948 : Here Comes Trouble (en) de Fred Guiol : Sleepy reporter
- 1948 : The Bold Frontiersman (en) de Philip Ford : Gambler
- 1948 : Carson City Raiders (en) : Dave Starky
- 1948 : Le Barrage de Burlington (River Lady), de George Sherman : Larson
- 1948 : Les Amants traqués (Kiss the Blood Off My Hands), de Norman Foster : Whipper
- 1949 : Six-Gun Music : Sheriff Harmon
- 1949 : Family Honeymoon : Guide
- 1949 : Garçons en cage (Bad Boy) de Kurt Neumann : Gambler
- 1949 : The Lady Gambles : Westerner
- 1949 : Law of the Golden West : Gibson
- 1949 : The Wyoming Bandit : Sheriff
- 1949 : Tokyo Joe de Stuart Heisler : Major J.F.X. Loomis

#### Années 1950
- 1950 : The Misadventures of Buster Keaton
- 1950 : L'Aimant de Charles Frend
- 1950 : The Buster Keaton Show (série TV)
- 1950 : The Great Rupert : Agent du F.B.I.
- 1950 : L'Araignée (Woman in Hiding) : State Trooper
- 1950 : The Vanishing Westerner : Howard Glumm (croquemort)
- 1950 : Radar Patrol vs. Spy King (en) : Miller, Power Station Mgr. [Ch. 7]
- 1950 : J'étais une voleuse de Charles Lamont : San Diego Sheriff
- 1950 : The Invisible Monster (en) de Fred C. Brannon : Kirk, body-shop thug [Ch.11]
- 1950 : Le Kid du Texas (The Kid from Texas) de Kurt Neumann : Matt Curtis
- 1950 : Desperadoes of the West (en) de Fred C. Brannon : Sheriff [Chs. 10-11]
- 1950 : Wyoming Mail de Reginald Le Borg : Cowboy
- 1951 : Life with Buster Keaton (série TV)
- 1951 : Deux Nigauds contre l'homme invisible (Abbott and Costello Meet the Invisible Man), de Charles Lamont : Bartender
- 1951 : Le Dernier Bastion (The Last Outpost)
- 1951 : Ma and Pa Kettle Back on the Farm, d'Edward Sedgwick : Conducteur du train
- 1951 : Deux Nigauds chez les barbus (Comin' Round the Mountain) : Montagnard
- 1951 : Double Dynamite : Lieutenant de police
- 1952 : Here Come the Nelsons de Frederick de Cordova : Bit
- 1952 : The Blazing Forest
- 1953 : The Redhead from Wyoming : Chet's Henchman
- 1953 : Ma and Pa Kettle on Vacation, de Charles Lamont : Agent Harriman
- 1953 : Deux Nigauds chez Vénus (Abbott and Costello Go to Mars) : Dr. Coleman
- 1954 : Ride Clear of Diablo : Bartender
- 1954 : Black Horse Canyon : Cowhand
- 1954 : Mardi, ça saignera (Black Tuesday)
- 1955 : Deux Nigauds et les flics (Abbott and Costello Meet the Keystone Kops), de Charles Lamont : Cameraman
- 1955 : Ma and Pa Kettle at Waikiki, de Lee Sholem : Dr. Barnes
- 1957 : Joe Butterfly : Col. Hopper
- 1957 : Le Survivant des monts lointains (Night Passage), de James Neilson : Pick Gannon
- 1959 : Une balle signée X (No Name on the Bullet), de Jack Arnold : Wilson, l'employé de banque
- 1959 : Tout commença par un baiser (It Started with a Kiss) de George Marshall : Garde

#### Années 1960
- 1960 : La Femme sangsue (The Leech Woman) d'Edward Dein : Détective Joe
- 1960 : Meurtre sans faire-part (Portrait in Black) de Michael Gordon : Patrolman
- 1960 : Spartacus, de Stanley Kubrick : Esclave
- 1961 : Volupté (Go Naked in the World) de Ranald MacDougall : George, patron du bar
- 1962 : Allô, brigade spéciale (Experiment in Terror), de Blake Edwards : Conducteur de camion
- 1963 : Pousse-toi, chérie (Move Over, Darling) de Michael Gordon : Bailiff
- 1964 : The Brass Bottle (en) de Harry Keller : Conducteur du Van
- 1964 : Shock Treatment  de Denis Sanders : Employé de bibliothèque
- 1964 : Le Crash mystérieux (Fate Is the Hunter) de Ralph Nelson : Art Baldwin
- 1965 : Morituri, de Bernhard Wicki

#### Années 1970
- 1973 : La Malédiction du loup-garou (The Boy Who Cried Werewolf) : Mr. Duncan